# Écoiffier
Jouets Écoiffier est un fabricant français de jouets, implanté dans l'Ain à Oyonnax depuis 1945 par Albert Écoiffier. Elle fabrique tout particulièrement des jouets en matières plastiques comme les accessoires de cuisine, accessoires de dinette, arche de Noé, chariot ménage et aspirateur, table à repasser etc.

## Histoire
La société Écoiffier a été créée en 1945 par Albert Écoiffier. À cette époque sa principale activité était la fabrication d’articles en celluloïd pour tirs forains.
Ses enfants, Jacques et Éliane Écoiffier le rejoignent dans la société et recentrent l’activité sur la fabrication de jouets en plastique.
En 1994, la société est acquise par Smoby, un des leaders du jouet en France, qui maintiendra le fils du fondateur, Jacques Écoiffier, dans ses fonctions de dirigeant.
Plus tard ses deux filles, Stéphanie et Julie, rejoignent l’entreprise pour assurer le développement produits et la direction Marketing.
En 2008, à la suite du plan de sauvegarde mis en place à l’encontre du Groupe Smoby, Smoby est repris par le Groupe Simba Dickie. La société Écoiffier Père et Fils est rachetée par Jacques Écoiffier et devient Jouets Écoiffier.
En 2010, Jouet Écoiffier inaugure son centre logistique de Veyziat (12 000 m2) sur un terrain de 6 hectares, dédié à l’expansion de l’entreprise.
Jouets Écoiffier fait partie des derniers fabricants français à assurer l’ensemble de sa production en France à la fois de manière familiale et régionale.
Implantée dans l’Ain avec un effectif moyen annuel de 44 salariés (données au 31/03/2018) l’entreprise emploie directement et indirectement près de 350 personnes (en entreprise et Centres d’Aide par le Travail).

## Identité

### Logos

Logo jusqu'en 2018.
Logo depuis 2018.